# Charaxes wernickei
Charaxes wernickei är en fjärilsart som beskrevs av James John Joicey och Talbot 1926. Charaxes wernickei ingår i släktet Charaxes och familjen praktfjärilar. Inga underarter finns listade i Catalogue of Life.